# Gastrodieae
Gastrodieae je tribus orhideja, dio potporodice Epidendroideae. Postoji 4 priznatih rodova; tipični je Gastrodia R.Br. s 92 vrste.

## Rodovi
1. Tribus Gastrodieae Lindl.
  1. Gastrodia R. Br. (97 spp.)
  2. Uleiorchis Hoehne (4 spp.)
  3. Auxopus Schltr. (4 spp.)
  4. Didymoplexis Griff. (31 spp.)